# POM-3

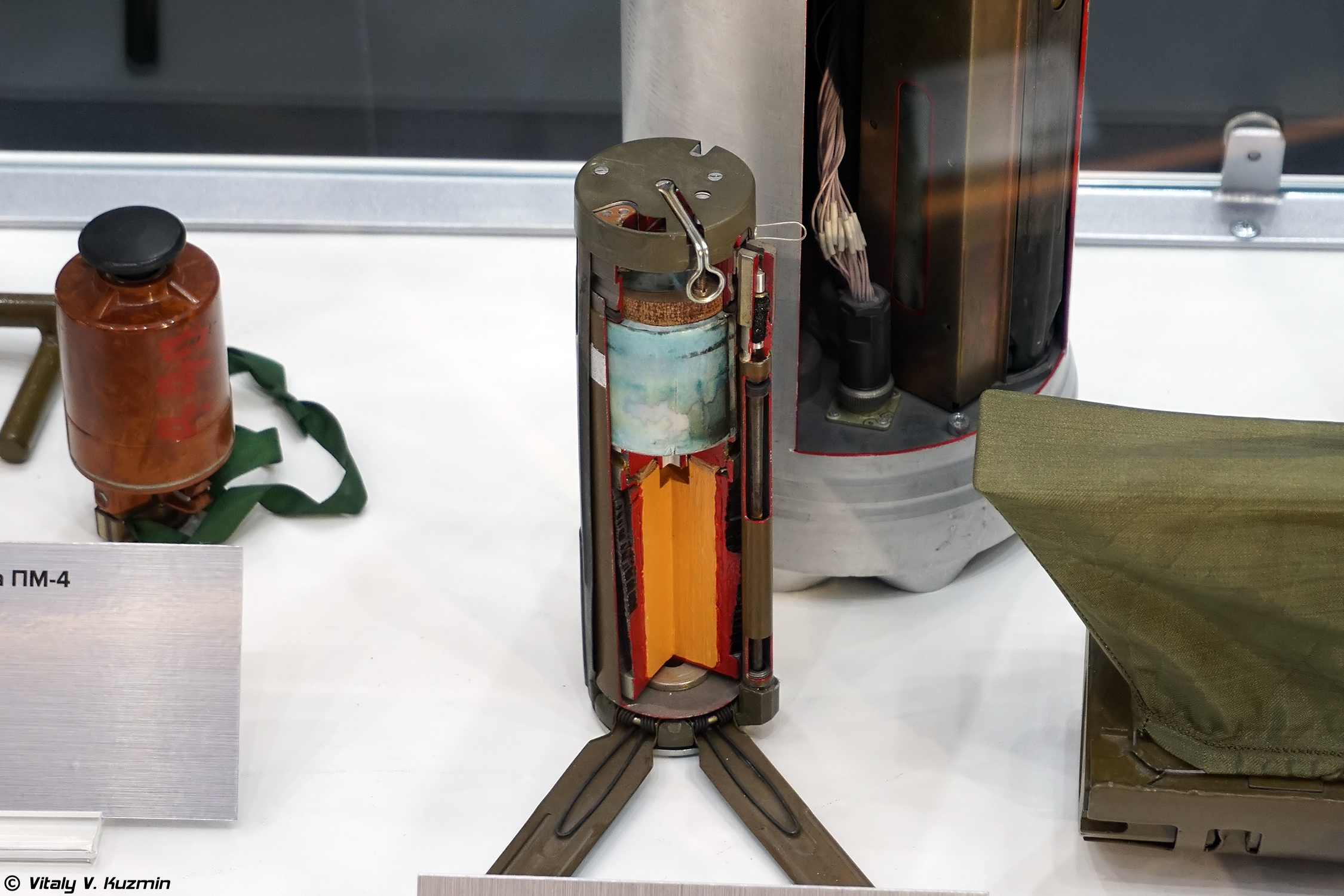
POM-3

La POM-3 "Médaillon" (russe : ПOM-3 ) est une mine antipersonnel bondissante russe.

## Caractéristiques
La POM-3 est une mine dispersable de forme grossièrement cylindrique, pouvant être déployée depuis les airs ou par les forces terrestres. Le lance-roquettes poseur de mines russe "ISDM Zemledelie", en service depuis 2021, peut déployer les mines dans une portée de 5 à 15 km. Une fois que la mine touche le sol, stabilisée par un petit parachute, elle se tient debout sur six pieds à ressort sur un sol dur, ou s'enfonce dans le sol s'il est mou.  
La mine est activée par un capteur sismique enfoncé dans le sol. Le capteur détecte les pas qui approchent et active la mine s'il détermine qu'une personne se trouve à portée létale (environ 16 mètres). Lors de l'activation, une charge à fragmentation est éjectée dans les airs à une hauteur comprise entre un mètre et un mètre et demi et explose en projetant des shrapnels. Comme toutes les mines modernes la mine a un système d'autodestruction qui fait exploser la mine 8 ou 24 heures après son déploiement. Elle reprend le même principe que la mine antichar PTKM-1R.
La mine POM-3 peut être déclenchée ou désamorcée à distance et à retardement. Elle est censée différencier les pas des animaux et des êtres humains.
Elle peut être mise en place à distance par des lance-roquettes.

## Utilisation en temps de guerre

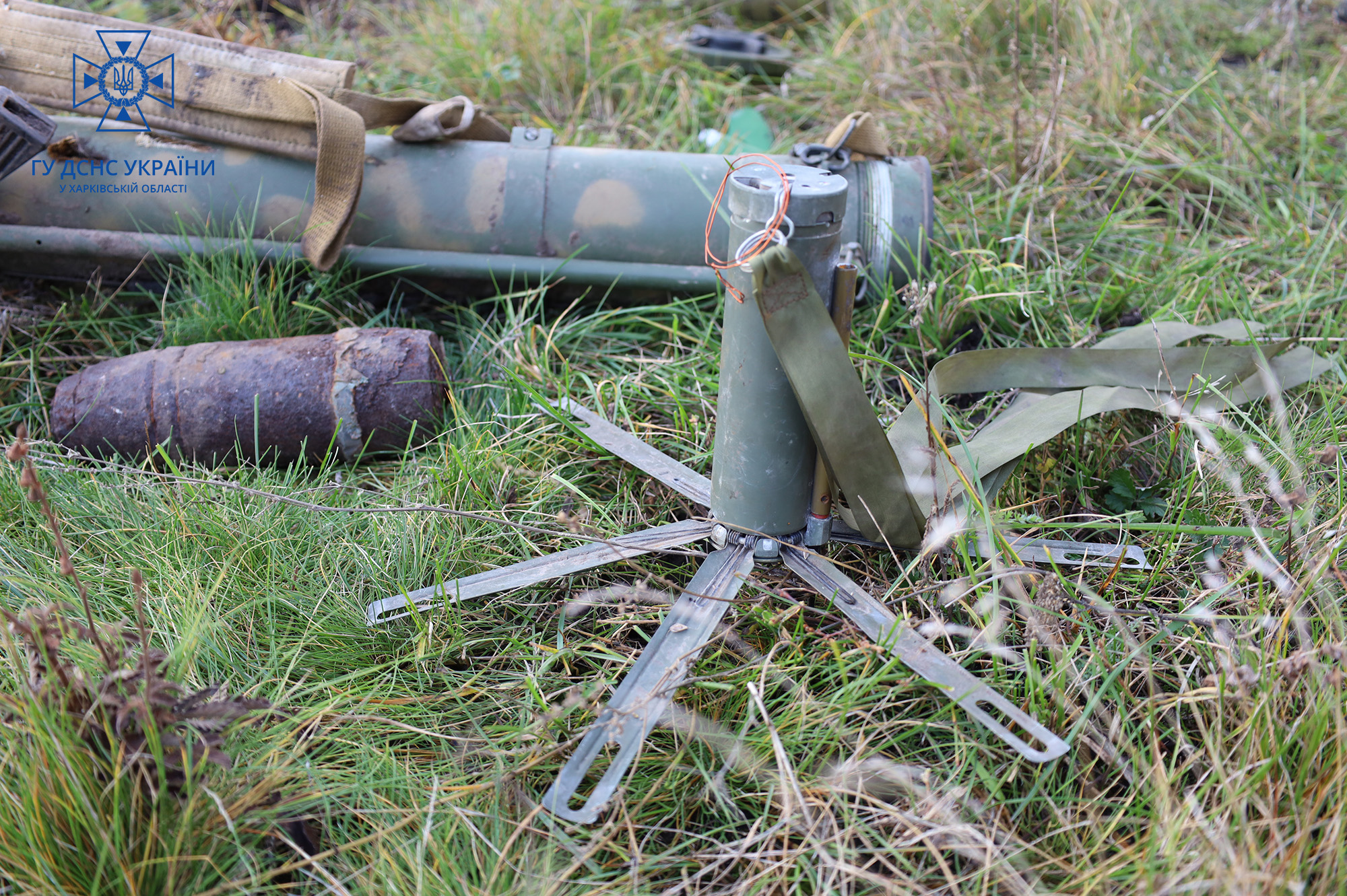
Une mine désamorcée par le déminage ukrainien en novembre 2022.

Human Rights Watch a rapporté en mars 2022 que les forces russes avaient utilisé des mines POM-3 lors de l'invasion russe de l'Ukraine. L'utilisation de mines antipersonnel est interdite par le Traité d'Ottawa, auquel l'Ukraine a adhéré et non la Russie. De plus même si elle est signataire du traité l'Ukraine avait annoncé qu'elle ne respecterait pas ce traité.